# Tritonia flabellifolia
Tritonia flabellifolia là một loài thực vật có hoa trong họ Diên vĩ. Loài này được (D.Delaroche) G.J.Lewis miêu tả khoa học đầu tiên năm 1941.